# Psalmopoeus affinis
Psalmopoeus affinis är en spindelart som beskrevs av Embrik Strand 1907. Psalmopoeus affinis ingår i släktet Psalmopoeus och familjen fågelspindlar. Inga underarter finns listade i Catalogue of Life.